# Maria-Tenhemelopnemingkerk (Mariadorp)
De Maria Tenhemelopnemingkerk is een kerkgebouw in Mariadorp, in de Nederlands Zuid-Limburgse gemeente Eijsden-Margraten. De kerk staat aan het Onze Lieve Vrouweplein in het dorp aan een kruispunt waar de wegen samenkomen uit Eijsden, uit Withuis/Mesch (de voormalige provinciale weg 592), uit Oost-Maarland/Rijckholt en de af- en opritten van de snelweg A2.
In 1959-1960 werd het kerkgebouw gebouw naar het ontwerp van architect Eugène Hoen. Het is een niet-georiënteerde bakstenen zaalkerk met een toren tegen de zijkant van de kerk. In het gebouw is een aantal glas-in-loodramen aangebracht van Hans Truijen (1960, 1964).
Het gebouw is opgedragen aan de Maria-Tenhemelopneming.
In een park ten noordoosten van de kerk bevindt zich de Lourdesgrot van Mariadorp.